# Girolamo Orti Manara
Girolamo Orti Manara (Verona, 9 dicembre 1769 – Verona, 19 agosto 1845) è stato uno scrittore e nobile italiano.

## Biografia
Fin da giovane scrisse diversi poemi in versi sciolti e tragedie. Inoltre pubblicò numerose relazioni riguardanti i suoi viaggi in Italia e in Europa, come a partire dall’Itinerario scientifico di varie parti d’Europa, come l'opera Itinerario scientifico di varie parti d’Europa e Lettere di un recente viaggio in Francia, Inghilterra, Scozia, Olanda ed una parte della Germania.
Nel territorio della provincia di Verona promosse numerosi scavi archeologici e catalogazione di antichi reperti e iscrizioni, a cui collaborò il pittore mantovano Giuseppe Razzetti in qualità di illustratore.; tra i siti scoperti figura anche il tempio di Minerva a Marano di Valpolicella.
Il figlio Giovanni Girolamo, nato nel 1803, fu numismatico e archeologo.